# Ritterswörth
Ritterswörth ist ein Weiler in der Hallertau im oberbayerischen Landkreis Pfaffenhofen an der Ilm und seit 1. Januar 1978 ein Ortsteil der Stadt Geisenfeld.
Ritterswörth ist heute als erfolgreicher Pferdezuchtbetrieb bekannt.

## Geographie
Ritterswörth liegt etwa einen Kilometer südlich des Stadtkerns von Geisenfeld. Es beschränkt sich auf einen einzelnen Bauernhof, den sogenannten Fohlenhof.

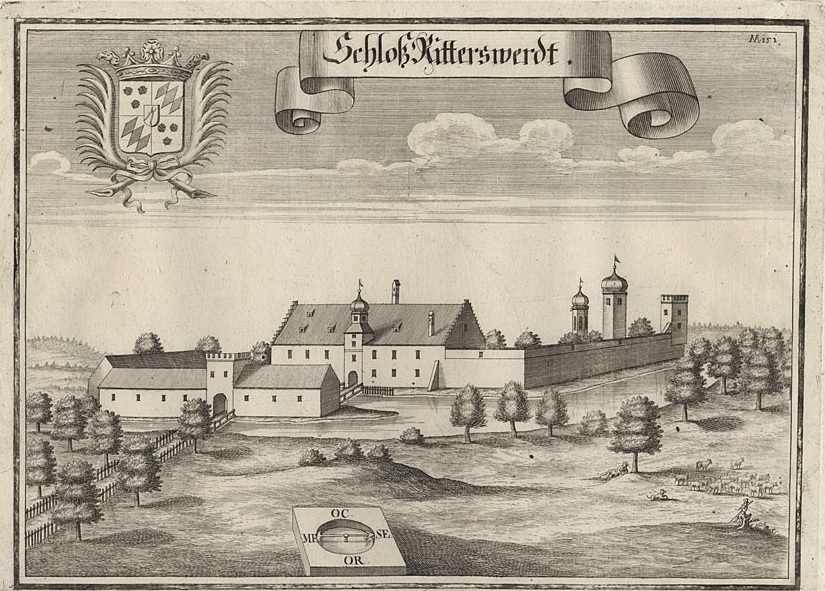
Auszug aus Wening, Michael: Historico-Topographica Descriptio. Das ist: Beschreibung, deß Churfürsten- und Hertzogthums Ober- und Nidern Bayrn, 1723

## Geschichte
Um 1100 ließen Heinrich und Eckehard de Werde, die auch als in Regensburg begütertes Geschlecht der Hofer bekannt waren, Ministeriale der Schyren, eine Burg errichten, die Teil der geschlossenen Hofmark Ritterswörth war und dem Landgericht Pfaffenhofen zugehörte. Ab 1424 war das Rittergeschlecht der Seyboltstorffer zu Ritterswörth hier beheimatet. Nach dem Tode von Hans Clement von Seyboltstorf im Jahre 1635 ist die Hofmark mit 22.000 fl. belastet und wird am 10. September 1647 von Wolf Dietrich Graf von Toerring in Pfaffenhofen an der Ilm ersteigert. Trotz des Besitzes wurde die Burg verfallen lassen. Die Toerring besaßen mit der Hofmark Pörnbach einen aus neun ursprünglich selbstständigen Hofmarken bestehenden Besitzkomplex. Der Verwaltungsmittelpunkt der Hofmarken Pörnbach, Euernbach, Göbelsbach, Tegernbach, Ritterswörth, Burgstall, Eschelbach, Förnbach und Puch, die seit 1819/20 als Patrimonialgerichte der Grafen von Törring-Jettenbach geführt wurden, lag in Pörnbach. Die Patrimonialgerichtsbarkeit wurde in der Revolution 1848 aufgehoben.
Ab 1885 war der Bayerische Pferdezuchtverein der Burgeigentümer.
Während des Zweiten Weltkrieges war in Ritterswörth ein Arbeitslager eingerichtet.
Ritterswörth gehörte zur Gemeinde Zell, die mit allen Ortsteilen am 1. Januar 1978 in die Stadt Geisenfeld eingegliedert wurde.
Heute ist Ritterswörth der Sitz des Fohlenhofes Ritterswörth, Züchter der Pferdezuchtgenossenschaft Holledau.